# St.-Anna-Kapelle (Scheer)
Die St.-Anna-Kapelle, das so genannte „Käppele“ an der Mengener Straße beim Aufgang zur Roten Steig, verdankt ihre Entstehung der in Scheer schon früh bezeugten Verehrung der Heiligen Anna, der Mutter Marias.

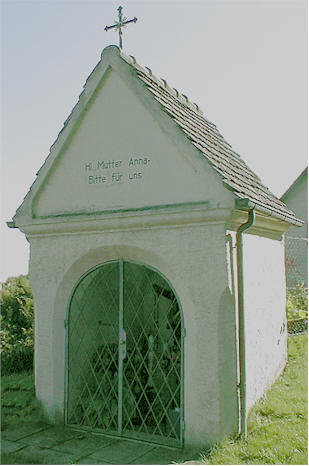
Die St.-Anna-Kapelle in Scheer

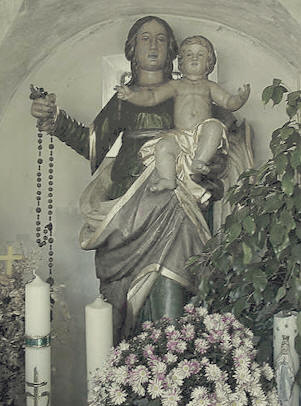
Die Muttergottes mit dem Kind auf dem Arm in der St.-Anna-Kapelle in Scheer

Möglicherweise handelte es sich bei dem im Jahre 1412 in der Pfarrkirche geweihten Altar um den 1513 erwähnten St.-Anna-Altar auf den 1518 die St.-Anna-Kaplanei gestiftet wurde. Die St.-Anna-Kapelle scheint erbaut worden zu sein, nachdem im Jahre 1605 eine Reliquie der Heiligen Anna nach Scheer gebracht worden war.
Der würfelförmige Bau mit umlaufendem Gesims, Satteldach und schmiedeeisernem Biedermeierkreuz, hat im Norden einen offenen Rundbogen. Im kreuzgratgewölbten Innenraum steht ein lebensgroßes Holzbildwerk der Muttergottes mit dem Kind auf der linken Hand.
Da die Kapelle auch „′s Forstmeisters Käppele“ genannt wird, kann angenommen werden, dass sie durch den herrschaftlichen Forstmeister Sättele, der 1725 der Kirchenfabrik Geld für Jahrtage zuwies, besondere Unterstützung fand, zumal im selben Jahr die Vereinigung des St.-Anna-Beneficiums mit der Frühmeßkaplanei erfolgte. 1998 wurde die Kapelle in die Georgipflege übernommen.
Bei Öschprozessionen wird hier das letzte Evangelium gelesen.
Die letzte Kapellenrenovation erfolgte im Jahre 1986.
Koordinaten: 48° 4′ 17″ N, 9° 17′ 41″ O